# Kloster Enkenbach
Das Kloster Enkenbach war ein Prämonstratenserinnen-Kloster in Enkenbach, das im Jahr 1148 von Graf Ludwig von Arnstein und Hunfried von Alsenborn gegründet wurde.

## Lage
Das Kloster befand sich im südöstlichen Bereich des Enkenbacher Siedlungsgebiets.

## Geschichte

### Entwicklung bis zum 14. Jahrhundert
Der Orden der Prämonstratenser (lateinisch: Candidus et Canonicus Ordo Praemonstratensis) wurde im Jahr 1120 von Norbert von Xanten in Prémontré als zentralisierter Orden regulierter Chorherren gegründet. Er breitete sich rasch in Deutschland aus und die Mitglieder widmeten sich vor allem der Christianisierung der Slawen. Die Prämonstratenserinnen bilden die von Norbert im Jahr 1121 gegründete weibliche Genossenschaft mit sehr strenger Ordensregel.
Das Kloster Enkenbach wurde 1148 als Filiation von Kloster Arnstein als Doppelkloster gegründet und gehörte wie Marienthal und Münsterdreisen zur Zirkarie Wadgassen. Neben den geistlichen Rechten oblagen dem Kloster auch die Güterverwaltung und das Zehntrecht in Alsenborn sowie das Kirchenpatronat über die im 13. Jahrhundert errichtete Pfarrkirche von Alsenborn und Enkenbach. Im Verlauf des 13. Jahrhunderts wandelte es sich in ein reines Frauenkloster um. Es wurde von Chorfrauen aus Marienthal am Donnersberg besiedelt, die sich dem Prämonstratenserorden angeschlossen hatten. Die Klosterkirche ist heute die römisch-katholische Pfarrkirche der Gemeinde Enkenbach.
Im 13. Jahrhundert erhielt das Kloster den weiter nördlich liegenden Ort Hemsbach als Schenkung.
Bis ins 13. Jahrhundert stand das Kloster unter dem Schutz der Raugrafen von Daun und Wartenberg und ging 1271 an den Bischof von Worms. 1338 erhielt das Kloster außerdem von Dietz von Wachenheim und seine Frau Else von Hahnheim Schenkungen.

### Niedergang
Seit 1404 bis zur Auflösung übernahm die Kurpfalz die Schutzherrschaft des Klosters.
Durch den Bau der Klosterkirche gerieten die Prämonstratenserinnen in finanzielle Schwierigkeiten und mussten im Jahr 1420 die Hälfte der Dörfer Enkenbach und Alsenborn für 100 rheinische Gulden an Kurfürst Ludwig III. von der Pfalz verkaufen. Nachdem der vorletzte Propst Michael Reybold sich der lutherischen Lehre zugewandt hatte und 1557 das Kloster an Kurfürst Ottheinrich übergab, wurde die endgültige Aufhebung 1564 durch Friedrich III. vollzogen. Die andere Hälfte fiel nach der Aufhebung des Klosters im Jahr 1567 ebenfalls an die Kurpfalz. Den Prämonstratenserinnen blieb lediglich das Rückkaufrecht auf die beiden Dörfer, der Zehnt und der Klosterhof. In der Folgezeit wurden der Kreuzarm der Kirche und die übrigen Klostergebäude abgebrochen.
Der Klosterbach, ein linker Nebenfluss der Alsenz, erinnert namentlich an die Existenz des einstigen Klosters.